# ویلدبرگ (مکلنبورگ-فورپومرن)

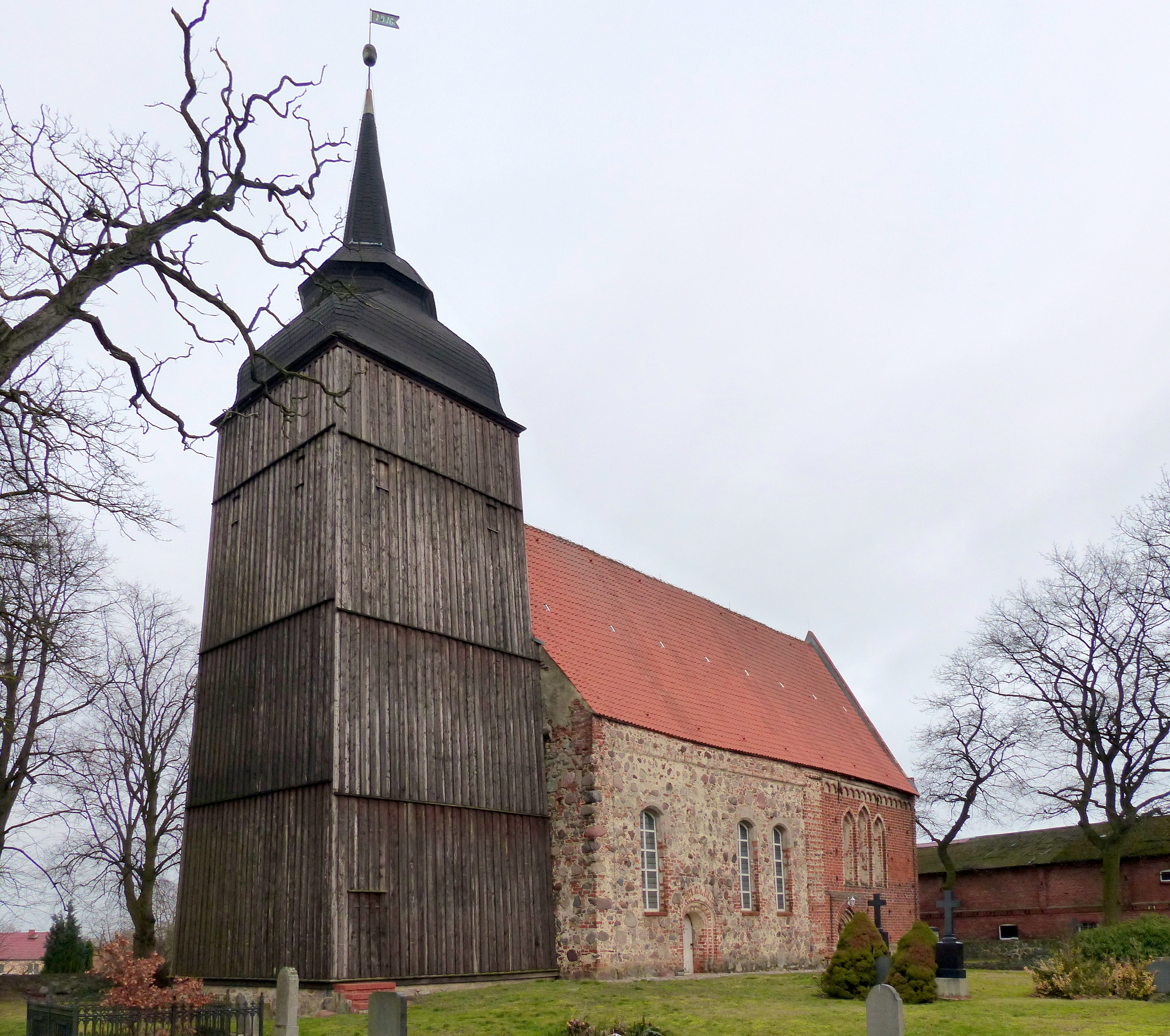
ویلدبرگ

ویلدبرگ (به آلمانی: Wildberg) یک شهر در آلمان است که در مکلنبورگیشه زنپلاته واقع شده‌است. ویلدبرگ ۶۳۰ نفر جمعیت دارد.